# NHL 1964/1965
Sezóna 1964/1965 byla 48. sezonou NHL. Vítězem Stanley Cupu se stal tým Montreal Canadiens.

## Konečná tabulka základní části
| Tým                 | Z  | V  | P  | R  | B  | VG  | IG  |
| ------------------- | -- | -- | -- | -- | -- | --- | --- |
| Detroit Red Wings   | 70 | 40 | 23 | 7  | 87 | 224 | 175 |
| Montreal Canadiens  | 70 | 36 | 23 | 11 | 83 | 211 | 185 |
| Chicago Black Hawks | 70 | 34 | 28 | 8  | 76 | 224 | 176 |
| Toronto Maple Leafs | 70 | 30 | 26 | 14 | 74 | 204 | 173 |
| New York Rangers    | 70 | 20 | 38 | 12 | 52 | 179 | 246 |
| Boston Bruins       | 70 | 21 | 43 | 6  | 48 | 166 | 253 |

## Play off
|  | Semifinále | Semifinále          | Semifinále |  |  | Finále Stanley Cupu | Finále Stanley Cupu | Finále Stanley Cupu |
|  |            |                     |            |  |  |                     |                     |                     |
|  | 1          | Detroit Red Wings   | 3          |  |  |                     |                     |                     |
|  | 3          | Chicago Black Hawks | 4          |  |  |                     |                     |                     |
|  |            |                     |            |  |  | 3                   | Chicago Black Hawks | 3                   |
|  |            |                     |            |  |  | 2                   | Montreal Canadiens  | 4                   |
|  | 2          | Montreal Canadiens  | 4          |  |  |                     |                     |                     |
|  | 4          | Toronto Maple Leafs | 2          |  |  |                     |                     |                     |

## Ocenění
| Prince of Wales Trophy:       | Detroit Red Wings                                 |
| Art Ross Trophy:              | Stan Mikita, Chicago Black Hawks                  |
| Calder Memorial Trophy:       | Roger Crozier, Detroit Red Wings                  |
| Conn Smythe Trophy:           | Jean Beliveau, Montreal Canadiens                 |
| Hart Memorial Trophy:         | Bobby Hull, Chicago Black Hawks                   |
| James Norris Memorial Trophy: | Pierre Pilote, Chicago Black Hawks                |
| Lady Byng Memorial Trophy:    | Bobby Hull, Chicago Black Hawks                   |
| Vezina Trophy:                | Johnny Bower & Terry Sawchuk, Toronto Maple Leafs |